# プラスエム
株式会社プラスエム (PLUSM CO.,LTD.) は、東京都中央区に本社がある教育事業コーディネート会社である。

## 会社の概要
2000年に1月18日に代表取締役の長岡稔により創業。
- 本社の所在地: 東京都中央区八丁堀3-17-6 群成舎八丁堀ビル6階

## 関係団体
- 特定非営利活動法人エコテクみらい研究所
- プラスエム教育総合研究所